# Childia leptoposthium
Childia leptoposthium är en plattmaskart som först beskrevs av Riedl 1956.  Childia leptoposthium ingår i släktet Childia och familjen Childiidae. Inga underarter finns listade i Catalogue of Life.